# Johann Carl Fuhlrott
Johann Carl Fuhlrott (Leinefelde,Alemania, 31 de diciembre de 1803-Elberfeld, Wuppertal, Alemania, 17 de octubre de 1877) fue un investigador alemán, famoso por el descubrimiento del hombre de Neandertal.

## Biografía
Estudió ciencias naturales en la Universidad de Bonn, principalmente paleontología y zoología, mineralogía y botánica. Tras la licenciatura hizo el doctorado en la Universidad de Münster (Alemania). Fuhlrott trabaja primero de profesor en un gymnasium de Heiligenstadt y en 1835 es nombrado catedrático de Historia natural en la Universidad de Tubinga. En el año 1856, trabajadores de una cantera de minerales del cercano pueblo de Mettmann le mostraron unos huesos extraños que habían encontrado en una cueva y que pensaban que pertenecerían a algo parecido a un oso.

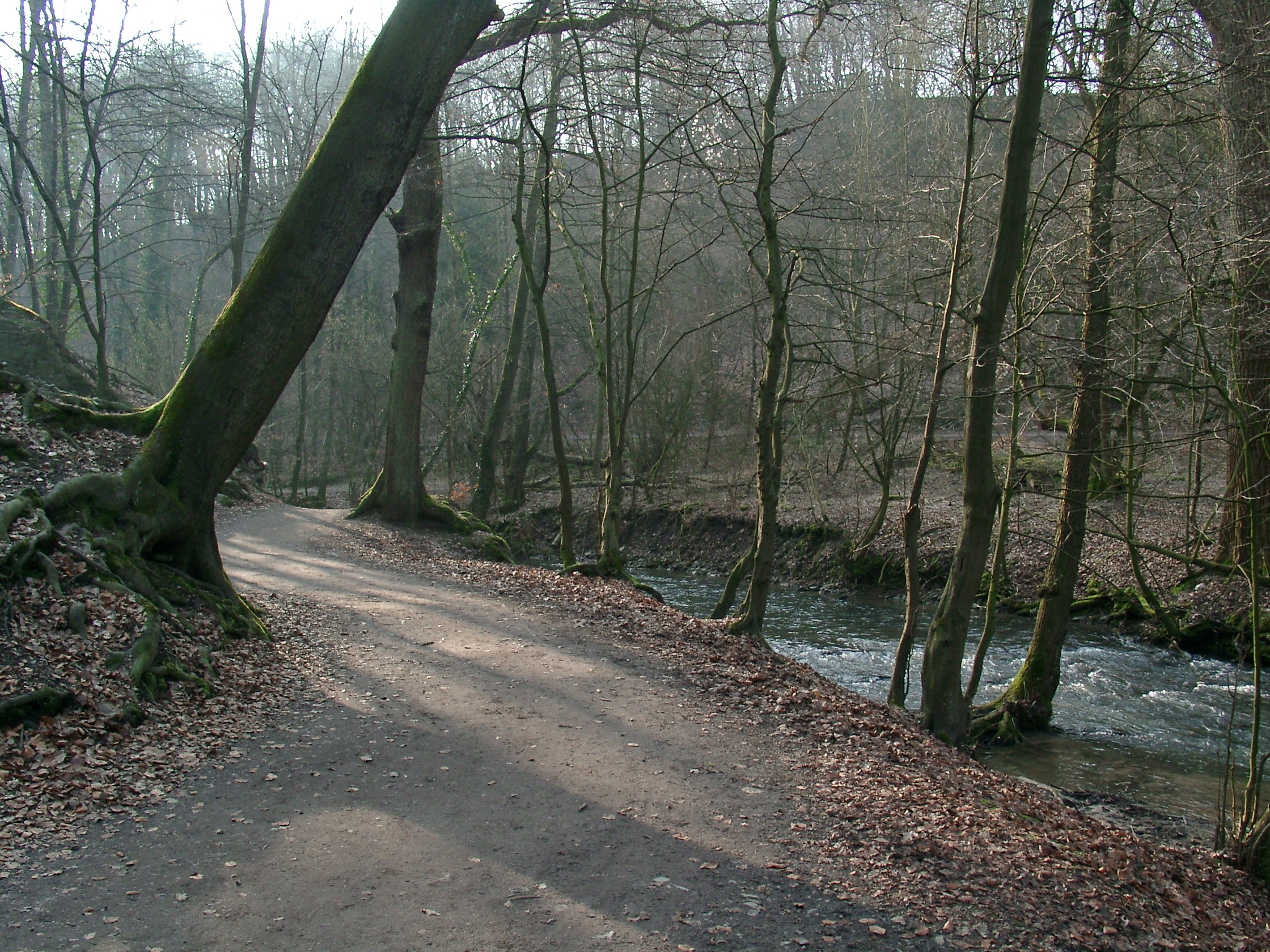
Valle del Neander.

Fuhlrott los identificó como humanos, y desde el principio pensó que eran muy antiguos. Reconoció en ellos algunas diferencias con los huesos comunes de los humanos, por lo que decidió mostrárselos a Hermann Schaaffhausen, profesor de Anatomía de la Universidad de Bonn.
Tras un estudio, en 1857 daban a conocer su hallazgo a la comunidad científica. Según dijeron a sus contemporáneos, estos huesos representaban a unos individuos humanos de una raza ligeramente diferente a la actual. Sus ideas no estuvieron exentas de polémica, ya que contradecían directamente las interpretaciones literales de la Biblia. Rudolf Virchow, eminente médico de la época, consideró al Hombre de Neandertal como un idiota raquítico y artrítico. Además, la teoría de la evolución de Charles Darwin todavía no había sido publicada. 
Hoy en día se les considera a ambos como los padres de la Paleoantropología. El término "Neandertal" responde al lugar donde fueron encontrados los huesos, el valle (en alemán tal) del río Neander.